# 치네두 오바시
치네두 오그부케 오바시(Chinedu Ogbuke Obasi, 1986년 6월 1일 ~ )는 나이지리아의 축구 선수로 현재 오스트리아 분데스리가의 라인도르프 알타흐에서 공격수로 뛰고 있다.